# 미셸 스태퍼드
미셸 스태퍼드(Michelle Stafford, 1965년 9월 14일 ~ )는 미국의 배우이다.

## 출연 작품
- 듀란트 네버 클로즈 (2016)
- 지구멸망 : 카운트다운 (2015)
- 파커 (2013)
- 라이크 마더, 라이크 도터 (2007)
- 더블 크라임 (1999)
- 미드나잇 런 - 제1탄 (1994)
- 닥터슬론 (1993)
- 육체의 문 (1993)
- 더 영 앤 더 레스트리스 (1973)